# Золе
Зо́ле (латыш. zole — подошва) — карточная игра со взятками, наиболее популярная и распространённая в Латвии.
Проводятся соревнования и чемпионаты начиная с районных уровней и заканчивая республиканскими.

## Цель игры
Играя против остальных двух участников набрать на взятках более половины очков (то есть минимум 61 очко из 120 возможных).

## Колода для игры
Игра ведётся колодой из 26 карт — все масти от туза до девятки включительно, плюс бубновые восьмёрка и семёрка. Козыри фиксированные: самый старший козырь — крестовая дама, затем пиковая, червовая и бубновая, затем валеты в том же порядке, а затем остальные бубны — туз, десятка, король, девятка, восьмёрка и семёрка. Старшинство карт в мастях — туз, десятка, король, девятка. Очковые достоинства карт: тузы — 11 очков, десятки — 10 очков, короли — 4 очка, дамы — 3 и валеты — 2. Остальные карты очков не имеют.
| Старшинство | Козырь             |     |
| ----------- | ------------------ | --- |
| 1           | Крестовая Дама     | ♣Q  |
| 2           | Пиковая Дама       | ♠Q  |
| 3           | Червовая Дама      | ♥Q  |
| 4           | Бубновая Дама      | ♦Q  |
| 5           | Крестовый Валет    | ♣J  |
| 6           | Пиковый Валет      | ♠J  |
| 7           | Червовый Валет     | ♥J  |
| 8           | Бубновый Валет     | ♦J  |
| 9           | Бубновый Туз       | ♦A  |
| 10          | Бубновая десятка   | ♦10 |
| 11          | Бубновый Король    | ♦K  |
| 12          | Бубновая девятка   | ♦9  |
| 13          | Бубновая восьмерка | ♦8  |
| 14          | Бубновая семерка   | ♦7  |

## Раздача
Тасующий перетасовывает колоду и даёт сдвинуть игроку, сидящему справа. Затем раздаёт игрокам по 4 карты, начиная с игрока, сидящего слева. После этого кладёт 2 карты в прикуп и снова раздаёт по 4 карты игрокам. Раздача происходит по очереди, независимо от результата предыдущей партии.

## Торговля
Игрок, сидящий слева от раздающего (первая рука) после просмотра своих карт говорит «беру», если он решает играть игру, или «мимо», если он пасует. В случае паса слово переходит ко второй руке, а в случае паса второй руки — к третьей. Игрок, сказавший «беру», берёт две карты из прикупа, никому не показывая, и сбрасывает две ненужных карты, также никому не показывая. Очки этих двух карт будут учитываться при подсчёте очков у играющего. Играющий называется «большой» (латыш. Lielais), его противники «маленькими» (латыш. Mazais). Взятки «маленьких» при подсчёте очков суммируются.

## Игра
Независимо от результатов торговли первый ход всегда делает первая рука. На масть надо всегда сбрасывать масть, при её отсутствии можно положить как козыря, так и любую другую масть. На козыря всегда необходимо класть козыря, при его отсутствии любую масть. Следует помнить, что дамы и валеты всегда козыри и не входят соответственно в крестовую, пиковую и червовую масти. Любой козырь перебивает любую карту в обычной (некозырной) масти. Взятку берёт положивший старшую карту. Он же делает следующий ход. После розыгрыша всех восьми взяток подсчитываются очки.

## Подсчёт очков и запись
Если «большой» набирает 61—90 очка, то он выигрывает простую игру. На каждого «маленького» пишется по −1 очку, «большой» с каждого получает по +1 очку. Если «большой» набрал 91 очко и более, то «маленькие» остаются «в янках» (0—29 очков), и «большой» пишет на каждого по −2 очка, а себе по +2 с каждого. И наконец, если «маленькие» не взяли ни одной взятки, то «большой» пишет им по −3 очка на каждого, а себе по +3 с каждого.
Если «большой» набирает менее 61 очка, то он проигрывает и пишет на маленьких по +2 очка, а себе соответственно по −2 с каждого, если он набирает менее 31 очка, то он остаётся «в янках» и пишет «маленьким» по +3 очка каждому, а себе по −3 с каждого, наконец, если «большой» не взял ни одной взятки, то он пишет «маленьким» по +4 очка, а себе по −4 с каждого. Таким образом, в записи всегда сумма положительных очков равна сумме отрицательных.

## Золе
Если при торговле игрок видит у себя очень сильную карту, то он может вместо «беру» сказать «Золе». Это значит, что он обязуется, не беря прикуп выиграть игру, то есть набрать 61 и более очков. В этом случае две карты прикупа не вскрывая передаются «маленьким» и будут учитываться при подсчёте их очков. В остальном игра проходит, как обычная. При выигранной «Золе» «большой» пишет на «маленьких» по −5 очков, а себе по +5 с каждого, при «Золе в янках» по −6, а себе по +6 с каждого и при «Золе без взяток» по −7 на каждого и себе по +7 с каждого. При проигрыше «Золе» «большой» пишет на «маленьких» по +6, при проигрыше «Золе в янках» по +7 и при проигрыше «Золе без взяток» по +8, а себе соответствующие минусы.

## Малая Золе
Перед началом игры игроки договариваются, играют они или нет с «малой золе». Если играют, то игрок при своём слове, имеющий очень слабую карту, может объявить «Малую золе». Это значит, что он обязуется не взять ни одной взятки. Прикуп не смотря убирается, и партия играется по обычным правилам. Если играющий не возьмёт ни одной взятки, то он пишет на противников по −6 на каждого, а если играющий возьмёт хоть одну взятку, то он пишет на противников по +7 на каждого. Себе соответствующее количество плюсов или минусов.

## Общий пас
Перед началом игры играющие договариваются, как они будут играть в случае общего паса. Существует два варианта игры «Золе» при общем пасе: «игра со столом» и «игра с пулей».

### Игра со столом
Если все игроки сказали пас, то поочерёдно по одной вскрываются карты прикупа. На каждую карту прикупа игроки по очереди (согласно руке), кладут свою карту по общим правилам «Золе». Взятку забирает игрок, у которого старшая карта (или взятка остаётся у стола, если карта стола старше). Затем разыгрываются карты игроков. Игрок, набравший больше всех взяток, проигрывает как «большой» одинарную игру (по +2 очка каждому сопернику, себе по −2 очка с каждого). При равенстве взяток у игроков проигрывает тот, у кого набрано во взятках больше очков.

### Игра с пулей
Если все игроки сказали пас, то пишется общая «пуля». Если следующий круг опять будет общий пас, то пишется вторая «пуля» и т. д. Если имеется хоть одна «пуля», то при очередной игре в случае выигрыша «большого», одна «пуля» списывается, а на проигравших «маленьких» добавляется по −1 очку (себе по +1 очку с каждого) по сравнению с игрой без «пули». Если же при наличии хоть одной «пули» большой проигрывает, то общая «пуля» не списывается, а вдобавок к проигранным очкам «большой» получает персональную «пулю». Если имеются в наличии как общие «пули», так и персональные, то игроки, не имеющие персональную «пулю», в первую очередь списывают общие, а игроки, имеющие персональные «пули», в первую очередь списывают персональные. Если игрок закрывает свою «пулю», то дополнительных очков он не получает, а если игрок закрывает чужую персональную «пулю» (общих уже не осталось), то на того игрока, чью пулю он закрыл, пишет дополнительно −3 очка, а себе дополнительно +3. Списывание и запись «пуль» происходит только при простых играх, при «Золе» или «Малой Золе» наличие пуль не учитывается при подсчёте и никаких дополнительных бонусов или штрафов игроки не получают.
При любительской игре продолжительность игры определяется только договорённостью участников. При проведении турниров обычно устанавливается продолжительность игры по времени.

## Публикации
- Колбергс, Андрис (1996), Золите в Латвии и в мире, Рига, LV: Верманский парк, ISBN 9984-08-004-8
- Ласкер, Эмануил (1991), Карточные игры, Рига, LV: Атбалсс, ISBN 5-87434-003-3. Впервые обпубликована в 1931 году.